# Great and Little Wigborough
Great and Little Wigborough är en civil parish i Colchester i Essex i England. Civil parish har 246 invånare (2011). Byn nämndes i Domedagsboken (Domesday Book) år 1086, och kallades då Wi(c)gheberga. Det inkluderar Great Wigborough och Little Wigborough.